# Голыгино (Чеховский район)
Голыгино — деревня в Чеховском районе Московской области, в составе муниципального образования сельское поселение Баранцевское (до 29 ноября 2006 года входила в состав Баранцевского сельского округа), деревня связана автобусным сообщением с райцентром и соседними населёнными пунктами.

## Население
| 2002 | 2006 | 2010 |
| ---- | ---- | ---- |
| 13   | ↗20  | ↗37  |

## География
Голыгино расположено примерно в 32 км (по шоссе) на юго-восток от Чехова, на безымянном ручье, притоке реки Родинка (правом притоке реки Лопасни), высота центра деревни над уровнем моря — 165 м. На 2016 год в Голыгино зарегистрировано 2 садовых товарищества.